# Transport na Białorusi
Transport na Białorusi – system transportu działający na terenie Białorusi.
Ze względu na położenie przez terytorium Białorusi biegną ważne korytarze transportowe, łączące Zachód (Europa Zachodnia i Środkowa) ze Wschodem (Rosja, Azja) oraz europejską Północ (kraje basenu Morza Bałtyckiego) z Południem wraz z krajami basenu Morza Czarnego.
Corocznie przez Białoruś transportowanych jest ponad 100 mln ton ładunków europejskich, z tego około 90% – w transporcie między Unią Europejską a Federacją Rosyjską.

## Transport drogowy

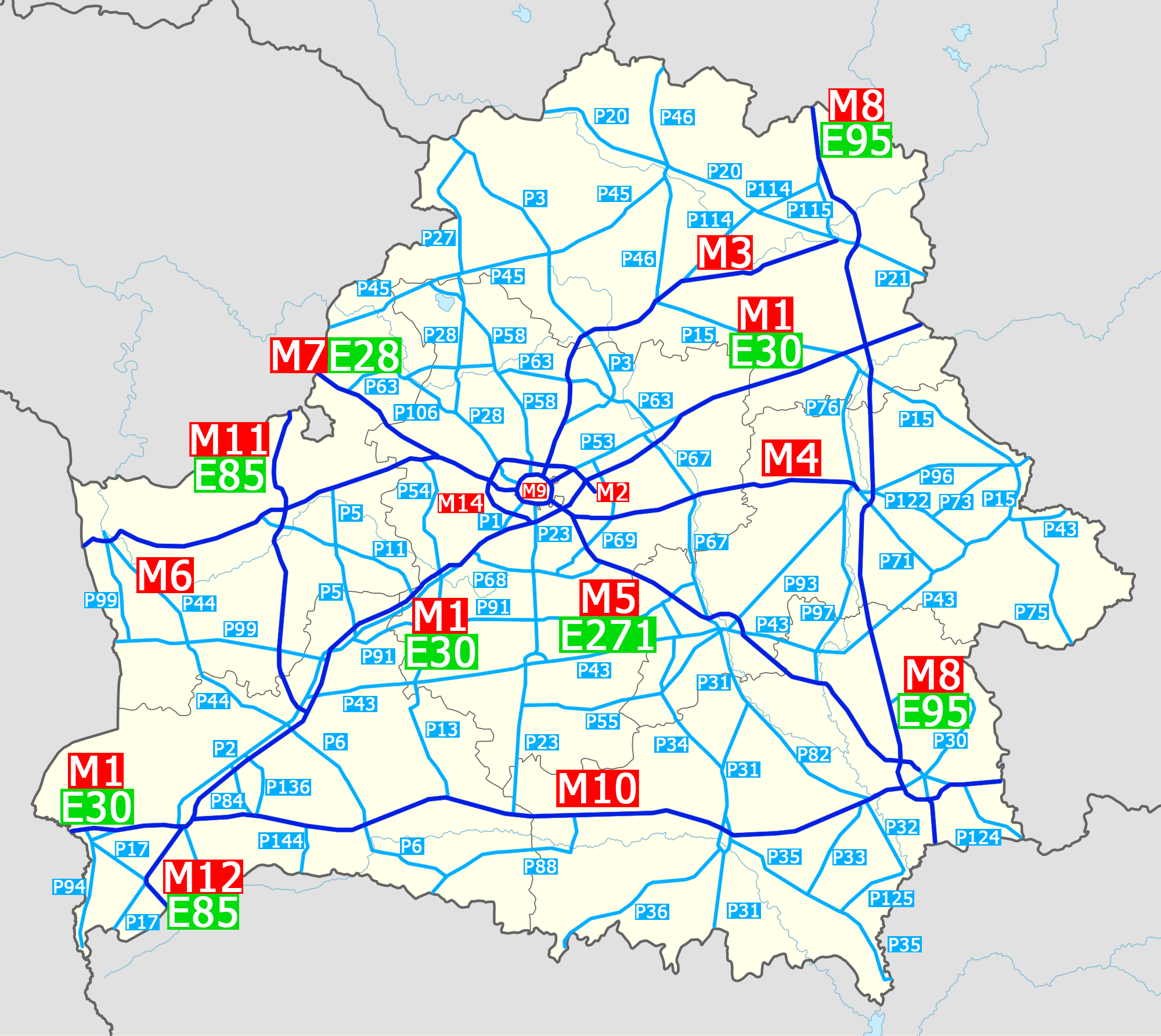
Sieć drogowa na Białorusi

Białoruś dysponuje rozwiniętą i relatywnie dobrej jakości siecią dróg, zwłaszcza na tle sąsiednich państw – byłych republik byłego ZSRR.
Łącznie sieć dróg publicznych na Białorusi obejmuje ok. 87 tys. km, z czego 15 929 km to drogi o znaczeniu tzw. republikańskim (krajowym), a 71 038 km to drogi lokalne.
Na Białorusi jest 13 dróg tzw. magistralnych (głównych); to m.in. łączące stolicę kraju ze stolicami obwodów: niemal na całej trasie dwupasmowe i mające standard pomiędzy polskimi dwupasmowymi drogami krajowymi a ekspresowymi.
Przez terytorium kraju przebiegają dwa paneuropejskie korytarze transportowe, oznaczone zgodnie z międzynarodową klasyfikacją pod numerem II (Zachód – Wschód) – fragment trasy z Berlina przez Warszawę do Moskwy (na Białorusi to droga M1 biegnąca z Brześcia przez Mińsk, na Orszę i do granicy z Rosją) oraz numer IX (Północ – Południe) – biegnącej z Rosji, przez Psków do granicy i dalej, przez Białoruś (wzdłuż granicy BY z RU), jako droga M8 łącząca m.in. Witebsk, Mohylew i Homel z Ukrainą (Czernihów).
Nasycenie sieci dróg publicznych należy do najwyższych w regionie; wedle danych białoruskich: nawet na świecie (15 miejsce.), a pod względem długości sieci drogowej przypadającej na 1 mieszkańca: 12. miejsce.
Transportem drogowym przewożonych jest 58% całości ruchu pasażerskiego oraz ok. 40% – towarowego.
Najważniejsze (magistralne) drogi budowane i eksploatowane są jako drogi płatne, w oparciu o system Beltoll.

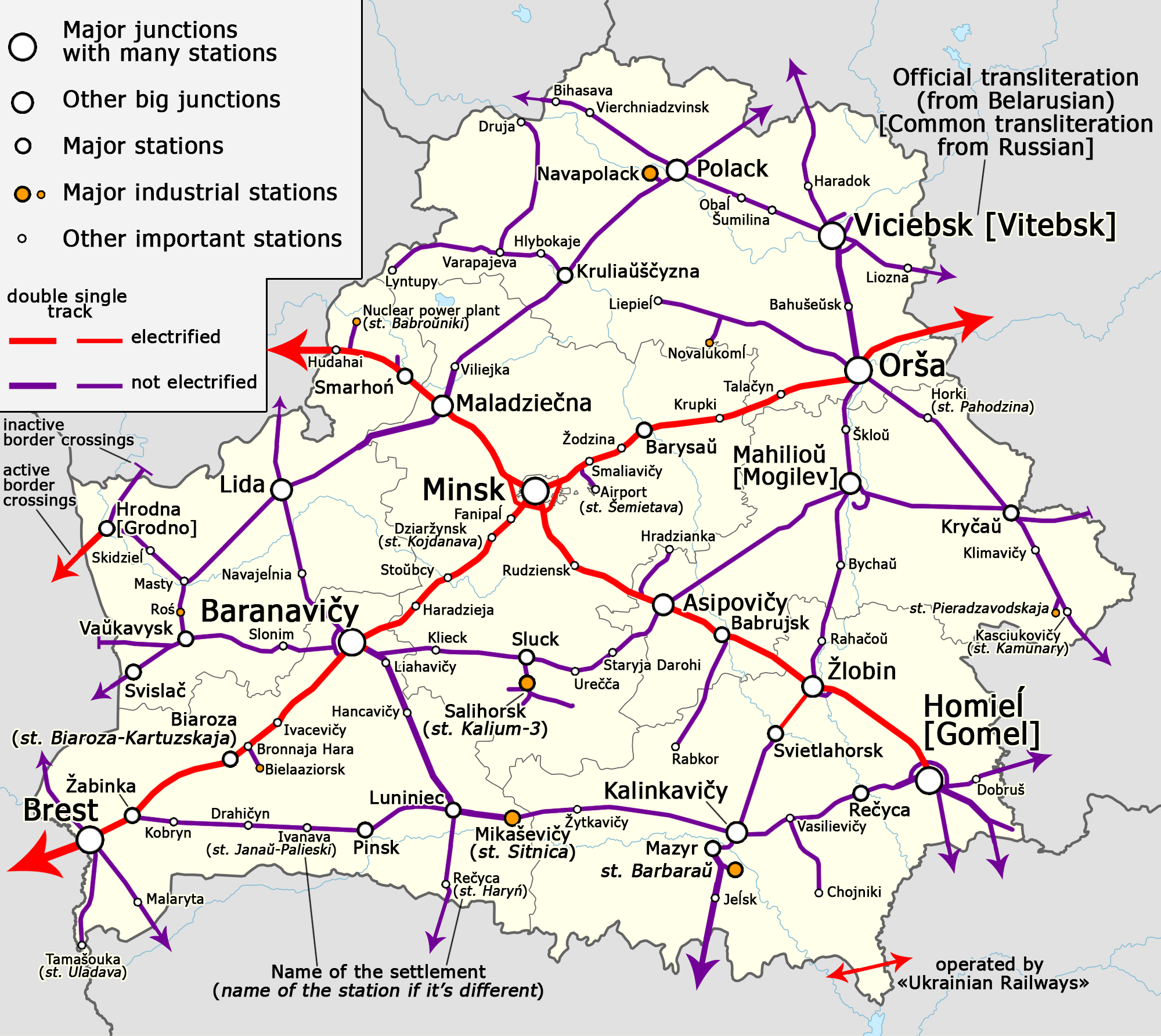
Sieć kolejowa na Białorusi

## Transport kolejowy
Jednym z kluczowych ogniw transportu między Azją a Europą jest białoruska kolej.
Długość linii kolejowych na terenie Białorusi wynosi 5,5 tys. km.
Główna linia kolejowa biegnie na trasie Brześć – Mińsk – Orsza i stanowi fragment europejskiej magistrali Berlin-Warszawa-Moskwa.

## Transport lotniczy
Białoruś posiada lotniska przy stolicach wszystkich swoich obwodów (Mińsk, Brześć, Grodno, Homel, Mohylew i Witebsk), ale, w praktyce, w ruchu międzynarodowym liczy się dotąd tylko lotnisko w Mińsku.
Mimo dynamicznego rozwoju w ostatnich kilku latach, liczba obsłużonych w 2019 roku na stołecznym lotnisku pasażerów (ponad 5 mln osób; wzrost o ponad 730% od 2005 roku) jest wciąż porównywalna z liczbą obsłużonych klientów na największych polskich lotniskach regionalnych.
Przewozy pasażerskie zdominowane są przez państwowego, narodowego przewoźnika Belavia, a przewozy cargo: także państwowa spółka Transaviaeksport, realizująca dostawy towarów do krajów Europy, Ameryki Południowej, Azji Południowo-Wschodniej i na Biski Wschód.

## Transport wodny
Białoruś dysponuje licznymi żeglownymi rzekami (Dniepr, Prypeć, Niemen, Dźwina Zachodnia); w kraju tym powstało około 10. portów rzecznych.
Przełomem w ich rozwoju może być realizacja projektu uruchomienia międzynarodowego śródlądowego szlaku transportu wodnego E40, którego ogniwem jest kanał Dniepr-Bug. Strona białoruska prowadzi intensywne rozmowy w sprawie rozwoju transportu rzecznego przede wszystkim z Ukrainą, także z Polską.

## Transport rurociągowy

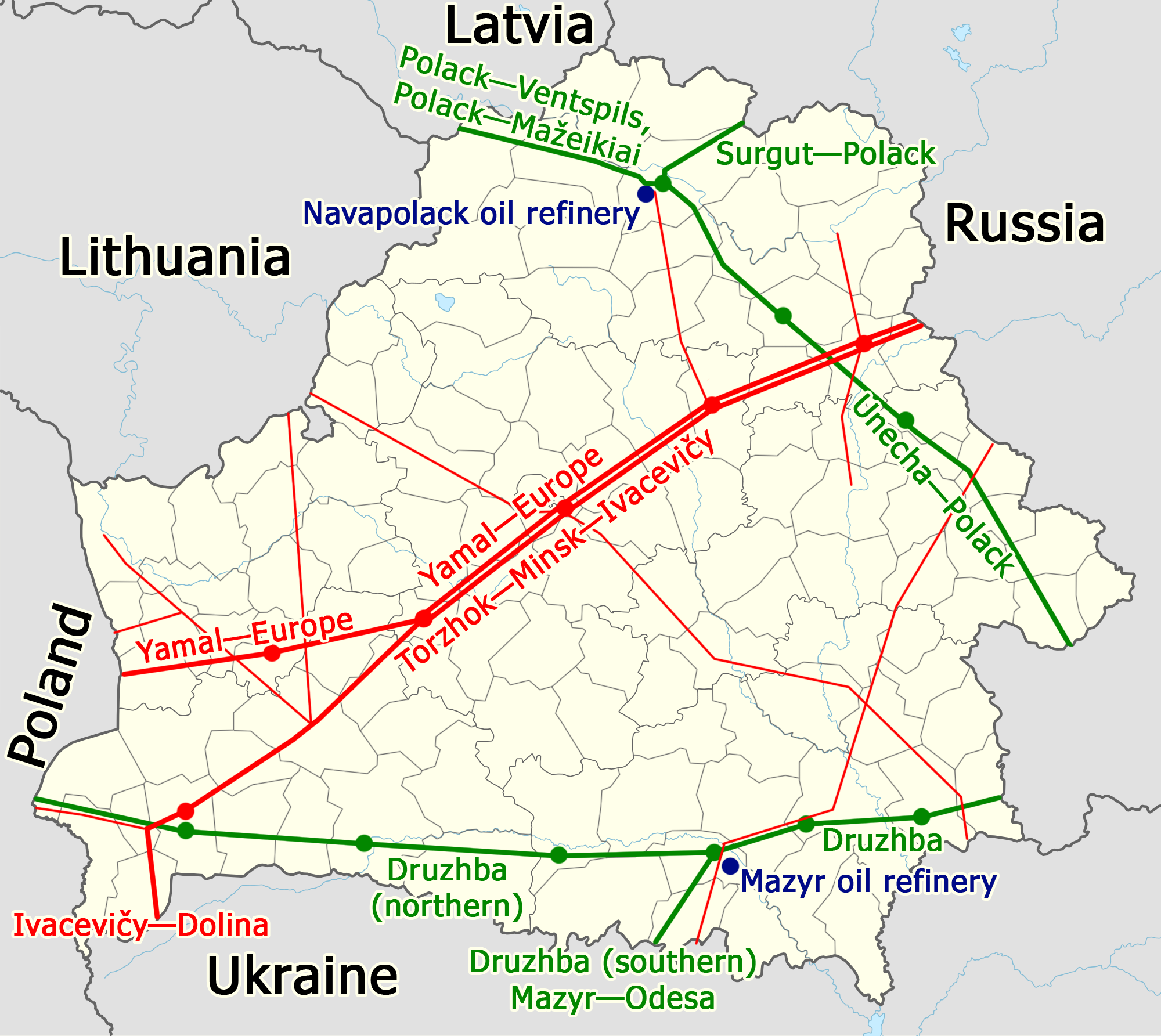
Systemy przesyłowe gazu i ropy naftowej na Białorusi

Cały system przesyłowy gazu Białorusi liczy 7,9 tys. km długości i obejmuje m.in. 13 stacji kompresorowych, 3 podziemne magazyny gazu oraz 225 stacji rozdzielczych i 7. – pomiarowych.
Białoruski 575-km odcinek gazociągu „Jamał-Europa”, z 5. stacjami kompresorowymi, eksploatuje należąca do Gazpromu spółka OAO Gazprom tranzgas Belarus (powstała na bazie sprywatyzowanego przedsiębiorstwa Biełtransgaz), dostarczając paliwo na Ukrainę, Litwę, do Polski oraz rosyjskiej eksklawy – obwodu królewieckiego.
Przesył ropy naftowej obejmuje tranzyt rosyjskiego surowca do Europy, odbywający się białoruskim fragmentem rurociągu Przyjaźń oraz transport ropy do rafinerii w Nowopołocku oraz w Mozyrzu.

## Centra logistyczne
W celu wykorzystania potencjału tranzytowego państwa władze Białorusi mocno inwestują w ostatnich latach w rozwój infrastruktury logistycznej: w połowie 2019 roku na terenie Białorusi funkcjonowało już 55 centrów logistycznych różnego ukierunkowania. W roku tym, w miejscowości Bolbasowo pod Orszą – gdzie krzyżują się paneuropejskie korytarze transportowe II. oraz IX. biegnące przez Białoruś (Wschód-Zachód i Północ-Południe) – oddane zostało ponadto do użytku wielkie centrum przemysłowo-logistyczne firmy Bremino-Orsza (z planowanym lotniskiem cargo), które w intencji strony białoruskiej stanowić ma ważne ogniwo w procesie optymalizacji strumieni towarowych, przetwórstwa i transportu towarów na rynkach Unii Europejskiej oraz Euro-Azjatyckiej Unii Gospodarczej.